# ドイツ海軍 (ドイツ連邦軍)
ドイツ海軍（ドイツかいぐん、ドイツ語: Deutsche Marine〈ドイチュ・マリーネ〉）は、ドイツ連邦共和国の海軍である。

## 概要
2019年2月26日時点で現役兵総員は16,438人。
建軍以来、非公式には報道機関などを通じて1990年頃まで「連邦海軍（Bundesmarine）」と呼称されていたが、1995年に連邦国防省主導のもとで正式名称「ドイツ海軍（Deutsche Marine）」と呼称される。翌1996年11月6日に議会で名称変更について論争となったがこの経緯については政務次官は説明を拒否した。組織の位置としては、ドイツ連邦国防省連邦防衛軍における軍事機構分野（Militarische Organisationsbereiche）の軍隊（Streitkräfte）で軍備部門（Teilstreitkraft）にあたる。本稿では他の時代や体制のドイツ海軍と区別するため必要に応じて、ドイツ連邦海軍、連邦海軍、西ドイツ海軍および統一ドイツ海軍の呼称を用いる。

## 歴史

### 終戦後
第二次世界大戦後ドイツは非武装化される。しかし、連合軍最高司令部の下で旧ドイツ海軍の一部は沿海域の機雷を除去するために掃海艇部隊を維持・運用していた。これらの掃海艇は1947年にドイツ掃海管理局（Deutscher Minenräumdienst、German Minesweeping Administration：GMSA）の下で最大規模となる。その後、1956年の連邦海軍創設まで人的基盤を維持するために、より小規模な組織として掃海業務部門を税関と警察内に維持した。イギリス主導によるイギリス・バルト海漁業保護部（BBFPS）の下で、ハンス＝ヘルムート・クローゼ（Hans-Helmut Klose）を指揮官とするクローゼ高速艇グルッペ（Schnellbootgruppe Klose）を非公式名称ながら組織し、新型高速艇部隊の中核として整備される。また、ドイツ連邦国境警備隊内部にも海上部門（Seegrenzschutz）が設立され高速哨戒艇（後のジルバーメーヴェ級魚雷艇）6隻が発注されるも、準備段階ではその意図が露骨であったため、1955年のその内の3隻が名目的にイギリス海軍所有に移される。

### 建軍段階
新しい海軍の基礎概念については、アメリカ合衆国海軍の海軍歴史チーム（NHT）にて1949年から1952年にかけて既に確立されていた。1949年のドイツ連邦共和国（西ドイツ）の建国直後にコンラート・アデナウアー連邦首相は海軍の再建について米国海軍歴史チームと秘密審議を行い、米国海軍歴史チームはこれらの事項について同意する。ヒンメロート覚書の拘束後に米国海軍歴史チームは同覚書を追補する。内容は新海軍について人員15,000人から20,000人の規模の範囲内で、掃海艇、高速艇、追跡艇および水雷艇など小型艦艇を主体になっていた。さらに、24隻の小型潜水艦に海軍航空隊の保有も視野に入る。欧州防衛共同体の枠組みにおけるドイツ海軍分担計画では過小な戦力と装備が予定されていた。計画当初は現役兵11,500人と予備役兵12,000人だけで構成される予定であり、最大級の部隊は輸送部隊で、潜水艦や航空機は含まれなかった。西ドイツ側はこの所要量を不十分とみなした。
1954年に欧州防衛共同体構想が頓挫し、ドイツの海軍再軍備については北大西洋条約機構において引き続き交渉される。欧州連合軍最高司令部は1955年7月6日付の書簡（最高司令部参謀長コンラード・スカイラー米陸軍中将によるいわゆるスカイラー要領のこと）で、それまで曖昧であった海軍の責任と給与に基準を与え、新生ドイツ海軍はそれに拘束されることになる。
- 北海・バルト海の入り口やキール運河に接近する敵海軍に対する拒止行動。
- 最も想定されるソビエト連邦海軍の活動を可能な限りバルト海近接部にて停止させる。
- ドイツ・バルト海沿岸域とデンマーク島嶼部などでの連合防衛への参加。
- ドイツ沿岸域で連合軍向け海洋通信と隣接海域の維持に貢献。

これらの任務のために小型護衛艦18隻、輸送艦艇10隻、掃海艇など54隻、高速艇40隻、潜水艦12隻、海軍用航空機58機が必要と判断された。
1955年11月12日に西ドイツは旧ドイツ軍の伝統を継承しない新たな軍事組織としてドイツ連邦軍を創設し、1956年1月2日にドイツ連邦軍の海洋戦力としてドイツ連邦海軍が建軍され、旧海軍要員の再教育がヴィルヘルムスハーフェンで開始される。同年3月1日付けで海軍総監が任命され、手始めに陸上の官庁組織を整備する。連邦軍の独立軍種として確立し他の軍種では多数の人員が配分されていたが、前述の通り連邦海軍は旧ドイツ海軍の人員をとり込みつつ再生を開始した。

### 最初期
ドイツ連邦海軍は当初から同盟国海軍と異なりNATOの指揮構造に結合される事を前提に組織されていた。しかし、自己概念上の考え方が将来の同盟国間で調整されるのは1950年代前半からであった。二つの重要な要因はこの考えに大きな影響を与える。一方、ワルシャワ条約機構の強大な軍は東西国境に沿って展開し脅威となっていた。他方、NATOは海洋大同盟として海洋を支配していた。この相違によって西ドイツ正面の防衛が主要懸案事項となっていた。したがって、初期における海軍が考慮すべき事項は、牽制のため敵地への着上陸作戦を指向する事となる。これにより活動正面はほぼメクレンブルク方面に絞られた。利用可能なドイツ連邦海軍は連合軍の上陸計画に備えて、安全確保と主力海軍部隊が到着するまでの間バルト海沿海域の確保が求められた。予定された直上陸地点の確保は一義的にはドイツ連邦海軍が担う事になる。海軍初の調達計画で次の装備が求められる。駆逐艦、高速艇、掃海艇、上陸用舟艇および海軍警備部隊を準備し、陸海空一体となった着上陸作戦に備えた。
連邦海軍の基礎はアメリカ合衆国軍の監督下で1956年1月2日以前まで海軍教育中隊と労務部隊（ドイツ掃海管理局）を通じて教育された。1956年4月1日にハンス＝ヘルムート・クローゼが指揮するクローゼ高速艇教育戦隊がキールにて編成される。1956年5月2日に艦隊基盤司令部がヴィルヘルムスハーフェンにて任務を開始する。1956年6月15日に海軍司令部はマックス＝エッカート・ヴォルフ海軍大佐の暫定指揮の下で任務を開始する。1956年5月16日に第1機雷捜索隊が12隻の掃海艇を基幹にヴィルヘルムスハーフェンにて編成され、1956年6月1日に第2啓開機雷調査隊が6隻の艦艇を基幹にブレーマーハーフェンにて編成される。艦艇については当初、終戦後から連合国軍が敷設した機雷の除去のため、旧ドイツ海軍艦艇を活用して米英に編入されて掃海活動に従事しており、再軍備にあたって西ドイツに返還された。戦闘艦艇についてはアメリカ海軍のフレッチャー級駆逐艦6隻やイギリス海軍のハント級護衛駆逐艦3隻、ブラックスワン級スループ4隻などの戦時建造艦艇を供与ないし購入し、国産艦艇の調達を開始するまでの繋ぎとした。これ以外にも、バルト海で戦没したUボートXXIII型2隻やUボートXXI型1隻を引き上げて、前2隻は訓練用に、後1隻は実験用に供された。
早くも1957年4月1日に第2啓開機雷調査隊はNATOの指揮構造に結合される。1957年秋頃の連邦海軍には次の装備があった。カペラ級掃海艇20隻、38型高速艇2隻、ヘーリング級高速艇6隻、ゼーフント級掃海艇6隻、護衛艦2隻、XXIII型Uボート2隻、練習艦艇8隻。その後、連邦海軍の構造はしばしば変更され、1974年に一応の完成を見て1990年まで存続する。1956年から1960年末までは海軍司令部（ヴィルヘルムスハーフェン、1958年に艦隊司令部に改編）、海軍基地司令部（ヴィルヘルムスハーフェン）、海軍訓練司令部（キール）、艦艇試験司令部（キール）の4個基幹コマンドが組織された。

### 再編成
1960年代初めにはこの計画が非現実的である事が露見した。東西ヨーロッパ諸国はすでに戦力の均衡を志向し、このような作戦計画は軍事バランスを揺るがしかねないものであった。したがって、優先順位の問題としてバルト海を確保する点に注力され、ソビエト連邦海軍によるデンマークおよびドイツ沿岸への着上陸を阻止する事が主任務となる。
新計画は基本的に次の事項がドイツ連邦海軍の義務として求められた。バルト海ではデンマーク海軍と共同でソビエト連邦海軍の着上陸を撃退するためのバルト海の封鎖や、バルト海の海上交通の封鎖に伴いワルシャワ条約機構軍の陸上部隊の強化と補給を遮断する事。北海ではドイツ連邦海軍は自己航路の保護に貢献する事が求められた。この航路は連合軍の援軍をオランダ、ドイツ、デンマークの港湾に輸送するためであった。1970年代から1980年代にかけてこれらの任務のために新装備を調達する。これらの内訳は40隻の最新鋭ミサイル高速艇、24隻の潜水艦、最新の掃海システムおよび112機のトーネード IDS戦闘攻撃機とヘリコプター搭載フリゲート（ブレーメン級）8隻であった。ドイツ連邦海軍がバルト海に展開していた海洋戦力は全海軍のおよそ三分の二に達していた。そしてより小規模なデンマーク海軍と共に縦深防衛システムを構築することに成功し、これを継続管理して仮想敵の着上陸作戦に対抗する。
これらの任務に基づき、ドイツ連邦海軍の作戦域は当初の運用計画ではバルト海および北海のドーバー・カレー線西方、北緯60度以北に展開するが、教育訪問については例外であった。この運用制限は1980年6月に解除され、全体をNATO北側面領域と呼称される。
1961年以降はNATOの指揮構造に結合され連邦海軍内の改革がなされ次のように、艦隊司令部（グリュックスブルク＝マイアーヴィク）、ヴィルヘルムスハーフェン基地司令部（ヴィルヘルムスハーフェン）、中央海軍司令部（ヴィルヘルムスハーフェン）の3個基幹コマンドが設けられ、さらに1965年に海軍局が組織される。1972年に以前と類似した組織構造に編制されることになり、1974年に連邦海軍の高等指揮機関は次の三つに分けられた。艦隊司令部（グリュックスブルク＝マイアーヴィク）、海軍支援司令部（ヴィルヘルムスハーフェン）、海軍局（ヴィルヘルムスハーフェン）で、この組織構造は2000年まで維持された。

### 冷戦の終結と新世紀
1980年代半ば、3つの要因が連邦海軍に新しい方向性を位置づけた。一つ目はソビエト連邦のミハイル・ゴルバチョフ書記長がペレストロイカを推進し、米ソ首脳会談で核軍縮やアフガニスタン問題の解決に向けて歩み寄り、これに合わせてヨーロッパ情勢の変化のための政府間交渉を開始したことである。バルト海正面での脅威の低下は連邦海軍に完全な転換を必要とさせた。二つ目はNATO域外での新たな紛争である。イラン・イラク戦争で1987年にNATO加盟各国の海軍は石油タンカー等を護衛するためペルシャ湾に艦艇を派遣し、従来展開していた地中海に「力の空白」を生じた。西ドイツ海軍はこの空白を埋めて均衡を維持するために代替役を果たす必要性に迫られ、以来、艦艇部隊は地中海に常時展開する事になる。三つ目に、従来の装備を可能であれば早期にでも最新の武器システムへと一対一で更新する事が求められた。特に老朽化が著しかった第一世代掃海艦艇は最新艦艇に更新された。
1990年の東側5州の連邦共和国への加盟により東西ドイツ統一がなされ、1991年に海軍総監ハンス＝ヨアヒム・マン海軍中将は2005年を目標とする、統一ドイツ海軍として更なる発展のための指針を提示する。
東西ドイツ再統一により旧東ドイツの人民海軍（Volksmarine）が編入され、統合事業が始まる。1995年に海軍指導部は組織の連続性にもかかわらず、これまで非公式ながらも使用されてきた「連邦海軍（Bundesmarine）」を「ドイツ海軍（Deutsche Marine）」に改め、以後は公式文書で旧名称を使用しないように通達が出された。
1990年以降、連邦海軍は基本的には以前の組織構造を維持したが、連邦軍全体は徐々に縮小されつつあり、連邦海軍も同様に削減される事になる。2プラス4条約の規定により旧東ドイツ地域は1994年末までNATO指揮下軍隊の入域を禁止していた。したがって、旧人民海軍の将兵達は当初のまま維持され、当初はシュトラウスベルクに設置された連邦軍東部司令部隷下にあるロストック海軍司令部の全面指揮下におかれた。そして1995年から統一ドイツ海軍は同一標準の新組織構造を採用しNATO加盟国による旧東領域への駐留を可能とした。東部海軍司令部は解散され、代わりに一部の新部門は東側地域に設立され（東部海軍司令部は一部が海軍術科学校に）、他には西側からいくつかの部隊や機関が移転する（高速艇隊群や海軍局）。
2000年にルドルフ・シャーピング連邦国防大臣は連邦軍制度改革の海軍組織について抜本的に変更する。一方、連邦軍の緩やかな継続的変革はこれまでの普通段階から踏み出して一挙に進められ、海軍はこの方針に拘束される。
1990年以前はバルト海で活動することを前提とした小型艦艇が主流であり、このため大型艦については異なる艦種を調達していた。同時に海軍将兵の定数は約25,000人まで削減される。これにより海軍の勢力は他軍種との構成比率が1990年以前の約10％からほぼ7.7％まで縮小される。
NATOの沿海域での活動について、ドイツ海軍は自己の経験を反映しより良いアイデアを伝達するため、2007年に浅海域制限作戦センター（COE CSW）をキールに設置し、2009年にNATOに公認される。
2023年1月11日、バルト海に面したヴァーネミュンデにある既存の造船所を買収した、新たな造修拠点が開設された。

## 任務
1956年の建軍以来、ドイツ連邦海軍は北海およびバルト海沿海域でのワルシャワ条約機構軍の侵攻を抑止することが主たる任務であった。しかし、東西ドイツ統一とヨーロッパにおける冷戦の終結は、その後の安全保障環境と国内世論の変化も相まってドイツ海軍の戦略を抜本から変革することが求められる事になる。
ドイツ海軍は連邦国防大臣により確立した防衛政策に則り、海軍は国家の安全保障政策に貢献する。1990年以降、連邦軍の任務はNATO域外に拡大し平和維持活動に参加する。主たる任務には以下の様なものがある。
- 国際テロとの戦いを含む国際紛争の予防と危機の解決。
- 同盟国の支援。
- ドイツそのものとドイツ国民の保護。
- 救出と避難。
- パートナーシップと協力。
- 民間への援助（公的支援、自然災害、特に重大事故）。

### 国外任務

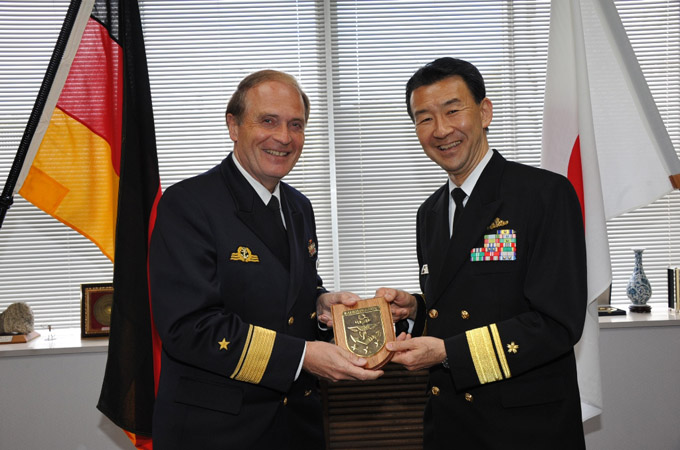
ドイツ海軍准将と自衛隊海将補

冷戦末期の1987年にイラン・イラク戦争の余波により地中海へ艦艇を派遣し定期的に軍事行動を実施していた。初の海軍NATO域内派兵であったが加盟国間の共同防衛義務に基づく安全保障支援であった。東西再統一直後から国内では連邦軍の域外派遣について集中的な議論が始まった。これについては1990年8月2日のイラク軍のクウェート侵攻に端を発した湾岸危機とそれに引き続く湾岸戦争においてドイツ連邦軍の運用についての影響があった。これらの活動で統一間もないドイツ連邦海軍はかなりの分野で外国軍と関係していた。湾岸戦争にあってはドイツはアメリカ合衆国が連邦軍の派兵を求めたがドイツ連邦共和国基本法のほか、国際連合加盟後に形成されたNATO域外派兵に関する自主的規制に拘束され、戦争中には湾岸地域に軍隊を派遣せず総額172億独マルクの戦費を拠出し、トルコに空軍航空機を、地中海では出動した他の加盟国海軍の穴埋めで海軍が展開し（ズュートフランケ作戦）、戦後になってペルシャ湾に掃海艇を派遣したが、それでも日本と共に「小切手外交」と各国から激しく非難された。
1991年6月25日のクロアチア・スロベニア両国同時の独立宣言により6月27日にスロベニアにて十日間戦争が勃発し所謂ユーゴスラビア紛争が始まる、この影響により1992年からNATOはアドリア海での監視作戦を開始する。ここではドイツの艦艇と航空機が含まれた。アドリア海に初めて展開した艦艇は駆逐艦「D183 バイエルン」であった。各国それぞれ異なる活動をしていたが国際連合の禁輸措置によって派生した各種監視活動はシャープガード作戦の発動をもって集約される。この作戦に対するドイツの参加は連邦憲法裁判所での訴訟手続対象の一つとなっていた。連邦憲法裁判所の判断で1994年の間に限りドイツ海軍は完全な範囲でアドリア海での活動に参加することができた。作戦については一応の体裁としては旧ユーゴスラビア全域を対象とした武器流入禁止を目的に活動したが、他方ではユーゴスラビア連邦主体、すなわちセルビア人勢力に対して禁輸措置が押し通され、ボスニア・ヘルツェゴビナでの紛争解決に寄与するとされた。1995年6月30日に、連邦政府はボスニアでの国際連合保護軍（UNPROFOR）部隊に全軍種を参加させることを決定し、いくつかの部隊はデリバリット・フォース作戦に参加する。海軍の担当については必要に応じて、ブレゲー アトランティック哨戒機2機と掃海艇および高速艇1隻をアドリア海に派遣した。これらのうち実際に活動したのは哨戒機2機だけであった。1996年にシャープガード作戦の運用は終了するが、海軍はNATOの一角として引き続いてアドリア海上にて存在を保持した。この後の1997年3月にはアルバニアの政情不安に伴い在留邦人および外国人救出のためにトンボ作戦が発動し、海軍はアドリア海に出動する。またコソボ紛争中にもアドリア海で哨戒任務に就き、紛争後の1999年にドイツ海軍はアドリア海に遺棄された弾薬の回収作業を実施する。
1993年12月に内閣は、第二次国際連合ソマリア活動（UNOSOM 2）のために翌1994年3月から7月までソマリアに連邦軍を出動させる決定をする。先遣隊は同年6月5日にソマリア入りし、しかし、先遣隊到着直後の平和維持軍によるアイディード将軍派ヘ攻撃や同年10月のアメリカ合衆国軍の失態とその後の各国軍の急速な撤退は、違憲訴訟まで発展した国内政治情勢も相まって国論の分裂を伴いつつ、1994年2月13日に第1陣101人がフリゲート「F211 ケルン」でモガディッシュを出発し、ケニアのモンバサ港へ向けて撤退することになる。第2陣以降にフリゲートと補給艦がモンバサ港およびジブチ港にて派遣部隊約1700人を撤収させた。
2001年のアメリカ同時多発テロ事件以降、対テロ戦争で連邦軍は戦列に投入される。海軍については2002年以降に不朽の自由作戦の一環としてアフリカの角にあるジブチに艦艇や航空機を展開させる（アフリカの角における不朽の自由作戦）。初期段階ではフリゲート3隻、高速艇5隻、支援艦艇の他ヘリコプターおよび海軍長距離偵察隊を含む総員約1700人に達した。これは1990年以来ドイツ海軍としては最大規模であった。その後派遣戦力は縮小され、派遣隊はジブチ港を拠点にフリゲートや補給艦および小規模な基地支援隊で構成される。さらに地中海東部では2001年末からアクティブ・エンデバー作戦に参加している。
2006年のレバノン侵攻に伴い国際連合レバノン暫定駐留軍海上任務部隊に艦艇その他を派遣した。2006年10月から2008年2月まではドイツ海軍の提督が海上任務部隊の司令官を務めた。当初のドイツ派遣部隊はフリゲート2隻、高速艇4隻および支援艦艇2隻から成った。指揮権交代後はフリゲート1隻と高速艇2隻（高速艇もしくは掃海艇）に削減される。
2002年末からの不朽の自由作戦に参加以来、ドイツ軍艦はソマリア沖・アデン湾に展開し続けてきたが、2008年にはソマリア沖の海賊による民間船舶の被害が急増し始めた。これに対応するため欧州連合の枠組みでアタランタ作戦に参加し第1陣「F212 カールスルーエ」が2008年12月19日から護衛任務を開始する。

## 組織

### 主要部隊
- 海軍司令部（ドイツ語版）：ロストック - 海軍総監（中将）が率いている。2012年に艦隊司令部（在グリュックスブルク）と海軍局（在ロストック）を統合し、それまでの海軍指揮幕僚監部（在ボン）を置き換えた。
  - 第1機動隊群：キール
  - 第2機動隊群：ヴィルヘルムスハーフェン
  - 海軍航空隊（Marinefliegerkommando）
    - 第3海軍航空団：ノルトホルツ航空基地
    - 第5海軍航空団：キール＝ホルテナウ・ヘリポート

  - ミュルヴィク海軍兵学校
  - 海軍下士官学校（Marineunteroffizierschule）
  - 海軍作戦学校（Marineoperationsschule）
  - 海軍技術学校（Marinetechnikschule）
  - 海軍支援司令部（Marineunterstützungskommando）：ヴィルヘルムスハーフェン
  - 海軍海洋医学研究所（Schifffahrtmedizinisches Institut der Marine）

### 主要基地・施設
- ヴィルヘルムスハーフェン（フリゲートなど主力艦艇の基地）
- エッカーンフェルデ（潜水艦や支援艦艇の他に陸戦部隊の基地）
- キール（掃海部隊と練習艦の基地）
- ヴァーネミュンデ（コルベットや高速艇などの基地）
- ノルトホルツ航空基地（第3海軍航空団）
- キール＝ホルテナウ・ヘリポート（第5海軍航空団）
- ノイハルリンガージール（DHJ59、送信施設）
- ザターラント（DHO38、長波送信施設）
- マーロー（マーロー海軍無線施設）

## 階級
通常は最高位の役職である海軍総監でも海軍中将である。連邦軍総監のみが海軍大将となる。
| 士官                        |                                   |      |
| 海軍大将                    | Admiral                           | OF-9 |
| 海軍中将                    | Vizeadmiral                       | OF-8 |
| 海軍少将                    | Konteradmiral                     | OF-7 |
| 海軍准将                    | Flottillenadmiral                 | OF-6 |
| 海軍大佐                    | Kapitän zur See                   | OF-5 |
| 海軍中佐                    | Fregattenkapitän                  | OF-4 |
| 海軍少佐                    | Korvettenkapitän                  | OF-3 |
| 海軍上級大尉                | Stabskapitänleutnant              | OF-2 |
| 海軍大尉                    | Kapitänleutnant                   | OF-2 |
| 海軍中尉                    | Oberleutnant zur See              | OF-1 |
| 海軍少尉                    | Leutnant zur See                  | OF-1 |
| 准士官および下士官          |                                   |      |
| 海軍上級准尉                | Oberstabsbootsmann                | OR-9 |
| 海軍准尉                    | Stabsbootsmann                    | OR-8 |
| 海軍兵曹長 （士官候補生）   | Oberfähnrich zur See              | OR-7 |
| 海軍兵曹長                  | Hauptbootsmann                    | OR-7 |
| 海軍一等兵曹                | Oberbootsmann                     | OR-6 |
| 海軍一等兵曹 （士官候補生） | Fähnrich zur See                  | OR-6 |
| 海軍二等兵曹                | Bootsmann                         | OR-6 |
| 海軍三等兵曹                | Obermaat                          | OR-5 |
| 海軍三等兵曹 （士官候補生） | Seekadett                         | OR-5 |
| 海軍伍長 （兵曹候補生）     | Maat (Feldwebelanwärter)          | OR-5 |
| 海軍伍長                    | Maat                              | OR-5 |
| 兵卒                        |                                   |      |
| 海軍先任兵長                | Oberstabsgefreiter                | OR-4 |
| 海軍兵長                    | Stabsgefreiter                    | OR-4 |
| 先任上等兵                  | Hauptgefreiter                    | OR-3 |
| 海軍上等兵                  | Obergefreiter                     | OR-3 |
| 海軍一等兵 （士官候補生）   | Gefreiter (Offizieranwärter)      | OR-2 |
| 海軍一等兵 （兵曹候補生）   | Gefreiter (Feldwebelanwärter)     | OR-2 |
| 海軍一等兵 （伍長候補生）   | Gefreiter (Unteroffizieranwärter) | OR-2 |
| 海軍一等兵                  | Gefreiter                         | OR-2 |
| 海軍二等兵                  | Matrose                           | OR-1 |

## 装備

### 艦艇
2022年現在。歴代艦艇については「ドイツ海軍艦艇一覧」を参照。

#### 潜水艦（Uボート）
- 212A型×6
  - U31（S181） - 2005年
  - U32（S182） - 2005年
  - U33（S183） - 2006年
  - U34（S184） - 2007年
  - U35（S185） - 2015年
  - U36（S186） - 2016年

- 212CD型潜水艦（英語版）×0（2隻発注済み）

#### フリゲート
11隻のフリゲートを保有する。
- ブランデンブルク級（123型）×4
  - ブランデンブルク（F215 Brandenburg） - 1994年
  - シュレスヴィヒ＝ホルシュタイン（F216 Schleswig-Holstein） - 1995年
  - バイエルン（F217 Bayern） - 1996年
  - メクレンブルク＝フォアポンメルン（F218 Mexhlenburg-Vorpommern） - 1996年

- ザクセン級（124型）×3
  - ザクセン（F219 Sachsen） - 2004年
  - ハンブルク（F220 Hamburg） - 2004年
  - ヘッセン（F221 Hessen） - 2005年

- バーデン・ヴュルテンベルク級　（125型）×4
  - バーデン＝ヴュルテンベルク（F222 Baden-Württemberg） - 2019年
  - ノルトライン＝ヴェストファーレン（F223 Nordrhein-Westfalen） - 2020年
  - ザクセン＝アンハルト（F224 Sachsen-Anhalt） - 2021年
  - ラインラント＝プファルツ（F225 Rheinland-Pfalz） - 2022年

- ニーダーザクセン級（126型）×0（1隻建造中、3隻計画中）
- 127型×0（5隻発注済み）

#### コルベット
- ブラウンシュヴァイク級×5（5隻建造中）
  - ブラウンシュヴァイク（F260 Braunschweig） - 2008年
  - マクデブルク（F261 Magdeburg） - 2008年
  - エアフルト（F262 Erfurt） - 2013年
  - オルデンブルク（F263 Oldenburg） - 2013年
  - ルートヴィヒスハーフェン・アム・ライン（F264 Ludwigshafen Am Rhein） - 2013年

#### 補助船

##### 汎用揚陸艇（LCU）
- 520型×1
  - ラクス（L762 Lachs）

##### 機雷掃討艇
- フランケンタール級（332型）×10
  - フルダ（M1058 Fulda） - 1998年
  - ヴァイルハイム（M1059 Weilheim） - 1998年
  - ドレット  (M1061 Dret) - 1993年
  - ズルツバッハ＝ローゼンベルク（M1062 Sulzbach-Rosenberg） - 1996年
  - バート・ベヴェンセン（M1063 Bad Bevensen） - 1993年
  - グレーミッツ（M1064 Grömitz） - 1994年
  - ディリンゲン（M1065 Dillingen） - 1995年
  - バート・ラッペナウ（M1067 Bad Rappenau） - 1994年
  - ダッテルン（M1068 Datteln） - 1995年
  - ホンブルク（M1069 Homburg） - 1995年

##### 掃海艇
- エンスドルフ級（352型）×2
  - ペグニッツ（M1090 Pegnitz） - 1990年
  - ジークブルク（M1098 Siegburg） - 1990年

##### 水中作業母船
- 332B型×1
  - ロットヴァイル（M1061 Rottweil） - 1993年

##### 調査艦
- 751型×1
  - プラネート（A1437 Planet） - 2005年

##### 多目的支援艦
- シュヴェーデネック級（748型）×2
  - クロンスオルト（Y861 Kronsort） - 1987年
  - ヘルムザント（Y862 Helmsand） - 1988年

##### 支援艦
- オステ級（423型）×3
  - アルスター（A50 Alster） - 1989年
  - オステ（A52 Oste） - 1988年
  - オカー（A53 Oker） - 1988年

- 424型×0（3隻建造中）

- エルベ級（404型）×6
  - エルベ（A511 Elbe） - 1993年
  - モーゼル（A512 Mosel） - 1993年
  - ライン（A513 Rhein） - 1993年
  - ヴェラ（A514 Werra） - 1993年
  - マイン（A515 Main） - 1994年
  - ドナウ（A516 Donau） - 1994年

##### 練習帆船
- ゴルヒ・フォック（A60 Gorch Fock）[注釈 3] - 1958年

##### 補給艦
- ベルリン級×3
  - ベルリン（A1411 Berlin） - 2001年
  - フランクフルト・アム・マイン（A1412 Frankfurt am Main） - 2002年
  - ボン（A1413 Bonn） - 2013年

##### 給油艦
- レーン級（704型）×2
  - シュペッサルト（A1442 Spessart） - 1974年
  - レーン（A1443 Rhön） - 1974年

- 707型×0（2隻発注済み）

##### 油回収船
- ボットサント級
  - ボットザント（Y1643 Bottsand） - 1985年
  - エファーザント（Y1644 Eversand） - 1988年

##### 港内曳船
- 725/660型×6

フォーゲルザント（Y816 Vogelsand） - 1987年
ノルトシュトラント（Y817 Nordstrand） - 1987年
ランゲネス（Y819 Langeness） - 1987年
リューチェ・ヘルン（Y812 Lütje Hörn） - 1990年
クネヒトザント（Y814 Knechtsand） - 1990年
シャルヘルン（Y815 Scharhörn） - 1990年

##### 航洋曳船
- ウォーナ (Y1659 Warnow)

### 航空機

#### 固定翼機
- ドルニエ Do 228-212×2
- ロッキード P-3C オライオン CUP×8

#### 回転翼機
- ウェストランド スーパーリンクスMk88A×22
- NH-90 シーライオン×18

### 陸戦兵器

#### 小火器
- ワルサー P1
- H&K P7
- H&K P8
- H&K G3
- H&K G36
- アキュラシー・インターナショナル G22
- IMI MP2
- H&K MP5K
- H&K MP7
- ラインメタルMG3
- H&K MG4
- H&K HK69
- P2 信号銃
- パンツァーファウスト3